# Zygmunt Eysmontt
Zygmunt Eysmontt (ur. 1888 w Szawlach, zm. ?) – polski inżynier, żołnierz Legionów Polskich, podporucznik żandarmerii Wojska Polskiego.

## Życiorys
Urodził się 1888 w Szawlach. Był synem Ludwika i Eugenii z domu Zalewskiej. Miał brata Czesława. Pochodził z Radomia, ze znanej i szanowanej rodziny.
Uzyskał tytuł inżyniera kolejowego. Przed 1914 był zatrudniony na stanowisku inżyniera konstruktora w zakładzie Polskie Fabryki Maszyn i Wagonów – L. Zieleniewski w Krakowie, Lwowie i Sanoku S.A., Fabryka Sanocka w Sanoku. Ożenił się z Hanną z domu Drwięgą.
Po wybuchu I wojny światowej wstąpił do Legionów Polskich i został przyjęty 6 sierpnia 1914. Służył w żandarmerii przy 1 pułku piechoty. Od 8 grudnia przebywał na leczeniu w Szpitalu Rezerwowym nr 2 w Wiedniu. Według późniejszych źródeł pełnił funkcję zastępcy szefa żandarmerii I Brygady Legionów Polskich. W lipcu 1915 był w Domu Rekonwalescentów w Kamieńsku. Został superarbitrowany 7 sierpnia 1915 w Cieszynie, z zatwierdzeniem 1 września 1915, po czym zwolniony ze służby w Legionach.
Po odzyskaniu przez Polskę niepodległości został przyjęty do Wojska Polskiego z dniem 15 listopada 1918 w stopniu podporucznika. Otrzymał przydział do Dowództwa Żandarmerii Okręgu Generalnego „Lublin”, a 27 listopada 1918 został naczelnikiem żandarmerii na powiat hrubieszowski. Na początku 1919 przebywał w Lublinie. 11 sierpnia 1919 został przeniesiony do Dowództwa Żandarmerii Naczelnego Dowództwa Wojska Polskiego. Podczas wojny polsko-bolszewickiej na froncie wołyńskim sprawował stanowisko dowódcy 2 Plutonu Żandarmerii Polowej w Sławucie.
Został zatrzymany pod zarzutem dokonania morderstwa na tle rabunkowym w Sławucie. Miał wtedy zabić i obrabować członków misji Czerwonego Krzyża. Ponadto był podejrzewany o szpiegostwo na rzecz Rosji. Został osadzony w Zakładzie Karnym przy ulicy Dzikiej w Warszawie. 6 listopada 1919 o godz. 19:00, w czasie przewożenia samochodem sanitarką z Cytadeli do Sądu Wojskowego na plac Saskim, uwolnił się, zabijając przy tym podchorążego Żandarmerii Polowej Romualda Witkowskiego i raniąc starszego żandarma Stefana Bońkowskiego. Pomocy, poprzez dostarczenie rewolweru, miał mu udzielić jego brat Czesław, także oficer żandarmerii.
List gończy za Eysmonttem wydały: w listopadzie 1919 Dowództwo Żandarmerii Polowej i 12 lutego 1920 Ministerstwo Spraw Wojskowych, które wyznaczyło nagrodę w wysokości 10 tys. marek za jego schwytanie. Następnie zbiegły był organizatorem bandy dywersyjnej na Kresach, używając pseudonimu „ataman Mucha-Michalski”. W doniesieniu prasowym z sierpnia 1921, opisującym działanie szeregu band zorganizowanych na wzór wojskowych i napadających na obszarze województwa lubelskiego, wymieniono Eysmontta jako dowodzącego jedną z najzuchwalszych band i w kilku napadach nie ukrywającego swej osobistości.
W „Gazecie Porannej 2 Grosze” z 18 czerwca 1921 doniesiono o aresztowaniu rzekomego Eysmontta, jako że 14 czerwca na ulicy Marszałkowskiej w Warszawie st. wachm. Kazimierz Jaroszewicz (były żołnierz znający Eysmontta z 1919) i sierż. Zygmunt Olszowski dokonali zatrzymania Aleksandra S. (byłego współpracownika ww. dziennika), rozpoznając w nim poszukiwanego. Następnie w zatrzymanym rozpoznał błędnie Eysmontta także wywiadowca Policji Państwowej, Stanisław Różycki, kojarzący poszukiwanego jeszcze z Sanoka. Ostatecznie wyjaśniono, że była to pomyłka.
Po ułatwieniu Zygmuntowi Eysmonttowi ucieczki w 1919 jego brat Czesław został zatrzymany pod tym zarzutem i osadzony w X Pawilonie Cytadeli Warszawskiej, skąd po przepiłowaniu krat uciekł, po czym następnie został schwytany. W 1924 odsiadywał karę za oszustwa, a w latach 20. był wielokrotnie karany za kradzieże i oszustwa. Około 20 marca 1931 w Warszawie został aresztowany (wcześniej skazany zaocznie za paserstwo na karę 8 miesięcy pozbawienia wolności), a rozpoznano go jako pochodzącego z Radomia byłego oficera żandarmerii.
Na początku lat 30. Zygmunt Eysmontt przebywał w ZSRR i sprawował stanowisko wicedyrektora w administracji syberyjskiej kolei.